# Benoît Lebrun
Pour les articles homonymes, voir Lebrun.
Benoît Lebrun est un architecte, un homme d'affaires et un homme politique français né le 12 décembre 1754 à Paris et mort le 29 septembre 1819 à Châteauneuf-sur-Loire (Loiret).

## Biographie
Benoît Lebrun naît à Paris le 12 décembre 1754 dans le royaume de France sous le règne du roi Louis XV.
À 16 ans, il est manœuvre sur le port du Havre. Il y est remarqué par un inspecteur général des ponts et chaussées qui l'engage dans ses bureaux où il se forme aux techniques de l'architecte et de l'ingénieur.
Exerçant la profession d'architecte, Benoît Lebrun s'installe avec sa famille en 1783 à Orléans dans la province de l'Orléanais. Sa première mission consiste à aménager les quais de la Loire.
Il se marie le 8 août 1786 en l'église Saint-Pierre-Lentin.
Lebrun est l'architecte municipale de ville d'Orléans de 1790 à 1794.
En 1790, il est l'architecte de la manufacture de coton de la Motte-Sanguin réalisée sur les quais de la Loire à Orléans.
Pendant la Révolution française, Benoît Lebrun bénéficie de la vente des biens nationaux. En 1791, il acquiert à Orléans le Couvent des Grand-Carmes , les églises Saint-Liphard et Saint-Aignan et fait détruire tous ces édifices. À l'emplacement du couvent, il fait bâtir des maisons de rapport.
En 1792, il poursuit ses achats en devenant propriétaire du couvent des Capucins de Saint-Jean-le-Blanc qu'il fait transformer en fabrique de porcelaine ainsi que d'un grand domaine à Châteauneuf-sur-Loire. L'église Saint-Michel, située sur la place de l’Étape d'Orléans, achète le 30 juillet 1792 pour y aménager le théâtre d'Orléans ainsi que son domicile. Il entre la même année au conseil municipal d'Orléans.
Vers 1793, il achète l'église Saint-Pierre-le-Puellier d'Orléans.
En 1796, il acquiert à Orléans, les bâtiments de l'ancienne université d'Orléans le Châtelet situé en bord de Loire qu'il fera détruire dans le cadre de l'aménagement des quais et l'église Saint-Paul. La même année, il achète également l'abbaye de Saint-Benoît-sur-Loire et le couvent des Ursulines de Beaugency,.
En 1797, il devient propriétaire l'église Saint-Hilaire d'Orléans qu'il fait démolir.
En 1806, il fait don des orgues de la basilique de Saint-Benoît à l'évêque d'Orléans Étienne-Alexandre Bernier. Ceux-ci seront installés dans la cathédrale d'Orléans en 1829.
En 1807, Lebrun a vendu les pierres des bâtiments monastiques de l'abbaye de Saint-Benoît. Afin de préserver l'église, les habitants de la commune négocient avec Lebrun l'échange de l'église paroissiale Saint-Sébastien contre l'église de l'abbaye afin de préserver cette dernière. Après validation de l'échange, l'église du monastère devient paroissiale et l'église Saint-Sébastien est détruite,. 
Avocat à Orléans, conseiller municipal et conseiller de préfecture, Benoît Lebrun est élu député du Loiret en 1815, pendant les Cent-Jours. Il occupe cette fonction du 11 mai 1815 au 13 juillet 1815.
Il meurt à l'âge de 64 ans à Châteauneuf-sur-Loire (Loiret) le 29 septembre 1819 au cours de la Seconde Restauration et inhumé au cimetière Saint-Vincent d'Orléans.

## Céramique

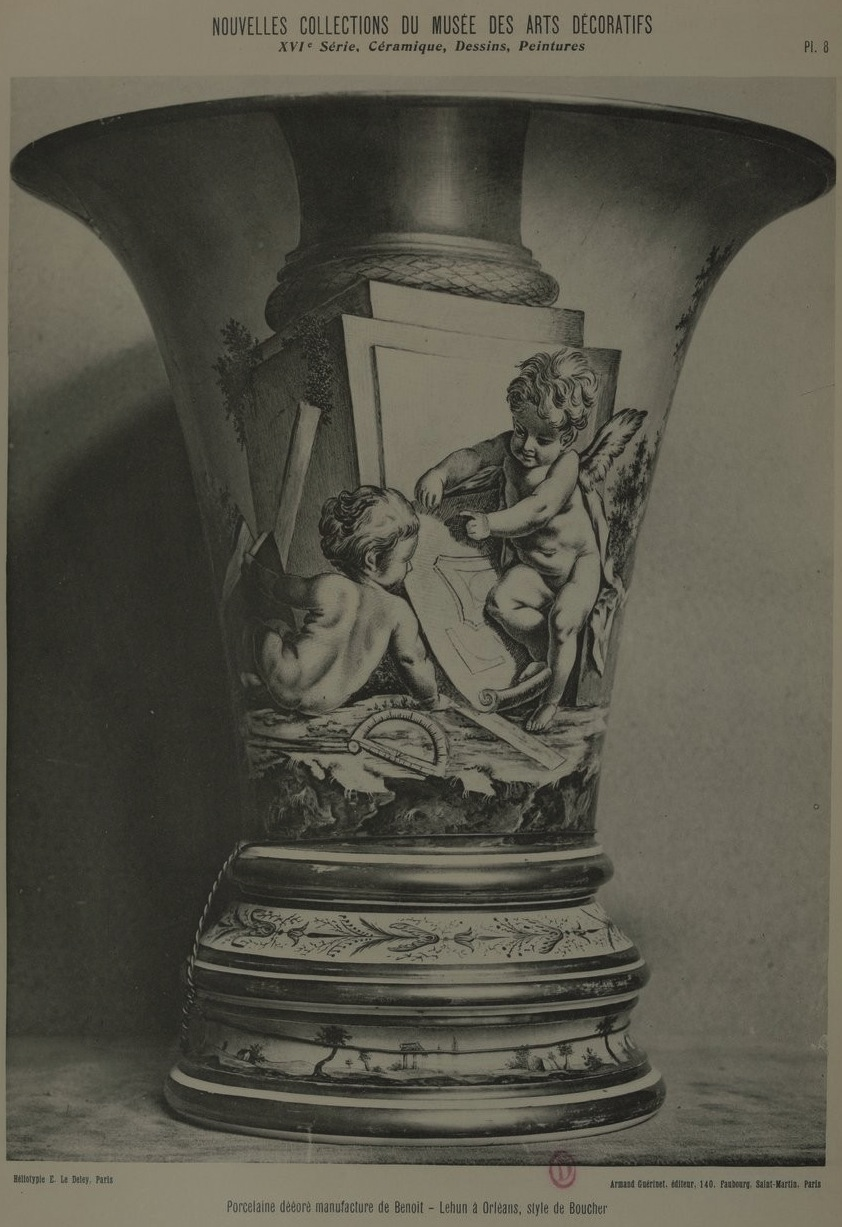
Porcelaine décorée, Manufacture de Benoit Lebrun, style de Boucher

Des céramiques décorées de la manufacture de Benoît Lebrun sont référencées dans les collections de l'union centrale des arts décoratifs.